# Hesydrus canar
Hesydrus canar là một loài nhện trong họ Trechaleidae.
Loài này thuộc chi Hesydrus. Hesydrus canar được miêu tả năm 2005 bởi Carico.